# 常磐来也
《常磐來也》，是日本漫畫家松江名俊連載於《週刊少年Sunday》的少年漫畫作品，自2015年1號起連載至2017年28號止。連載開始前先做了3部短篇漫畫（依序是《奏太》、《悠夏》、《DEMⅢ》），最後將三部短篇的登場人物於本作常磐來也上出場，以「擬似家庭」為主題、描述主角八坂常磐的成長故事。
於2016年推出宣傳用動畫。

## 登場人物

### 常磐團
八坂常磐（配音員：小野賢章）
本作的主角。帝烏斯的好友。後期成為常磐莊的房東兼領導者。
草薙奏太（配音員：櫻井孝宏）
『奏太』的主角。是繼承忍術的熱血男孩。
彌多悠夏（配音員：山下大輝）
『悠夏』的主角。持有超逾物理法則的源術（目前只會兩種，鐵絲、錢）。
牧那帝烏斯（配音員：内匠靖明）
『DEMIII』的主角。機體名「帝烏斯.艾克斯.馬基那3世（デウス・エクス・マーキナーⅢ世）」，簡稱DEMIII。
八重垣巡（配音員：無）
奏太的青梅竹馬，一名學生會長。
彌多阿莉雅（配音員：芳野由奈）
被其他源術師追捕的謎之少女。受悠夏保護。
凜（REIN，配音員：喜多村英梨）
本作的女主角。用無線LAN介入常磐、奏太、悠夏三人夢裡出現。後期3D影印機成功製造自己的人造肉身，已能現實世界生活。
為阻止神之扉開啟而無數次穿越時空，另一版本的DEMIII。

### 九目
光之影法師
使用影子的源術師，為得到意圖殺害阿莉雅身邊所有人，砍斷了常盤手腳。
真身是DEMII製造的人造精靈，最後代替阿莉雅關上神之扉而死。

## 出版書籍
| 卷數 | 小學館         | 小學館                 | 東立出版社     | 東立出版社             |
| 卷數 | 發售日期       | ISBN                   | 發售日期       | ISBN                   |
| ---- | -------------- | ---------------------- | -------------- | ---------------------- |
| 1    | 2015年2月18日  | ISBN 978-4-09-125596-9 | 2016年6月20日  | ISBN 978-986-462-530-7 |
| 2    | 2015年4月17日  | ISBN 978-4-09-125800-7 | 2016年8月19日  | ISBN 978-986-462-531-4 |
| 3    | 2015年7月17日  | ISBN 978-4-09-126187-8 | 2017年1月3日   | ISBN 978-986-462-532-1 |
| 4    | 2015年9月18日  | ISBN 978-4-09-126247-9 | 2018年8月9日   | ISBN 978-986-462-533-8 |
| 5    | 2016年1月18日  | ISBN 978-4-09-126499-2 | 2018年11月15日 | ISBN 978-986-10-9735-0 |
| 6    | 2016年4月18日  | ISBN 978-4-09-127094-8 | 2019年4月29日  | ISBN 978-986-470-375-3 |
| 7    | 2016年6月17日  | ISBN 978-4-09-127230-0 | 2019年9月5日   | ISBN 978-986-470-547-4 |
| 8    | 2016年9月16日  | ISBN 978-4-09-127334-5 | 2020年11月6日  | ISBN 978-986-482-238-6 |
| 9    | 2016年12月16日 | ISBN 978-4-09-127422-9 | 2022年3月18日  | ISBN 978-986-482-863-0 |
| 10   | 2017年3月17日  | ISBN 978-4-09-127505-9 |                |                        |
| 11   | 2017年6月16日  | ISBN 978-4-09-127573-8 |                |                        |
| 12   | 2017年7月18日  | ISBN 978-4-09-127654-4 |                |                        |
| 13   | 2017年7月18日  | ISBN 978-4-09-127674-2 |                |                        |

## 註解
1. ↑  松江名俊「トキワ来たれり!!」インタビュー （页面存档备份，存于） - コミックナタリー
2. 1 2 3 4 5 6 7  . コミックナタリー. 2016-01-18  [2016-01-19]. （原始内容存档于2022-04-01）.

## 外部連結
- 常磐来也 web閱覽（日語）